# Клип-анкер

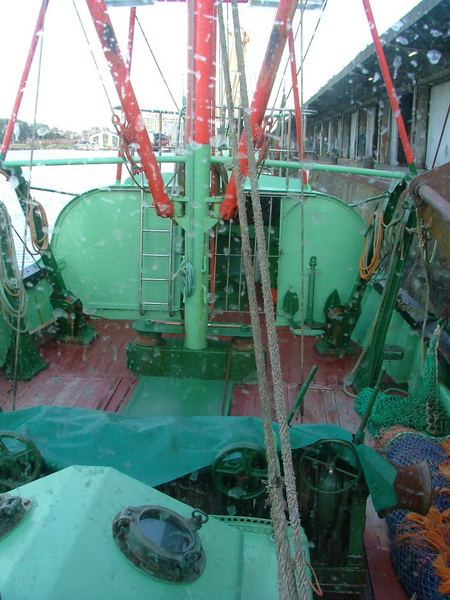
Запасной клип-анкер (справа от входа в кубрик) на палубе небольшого промыслового судна

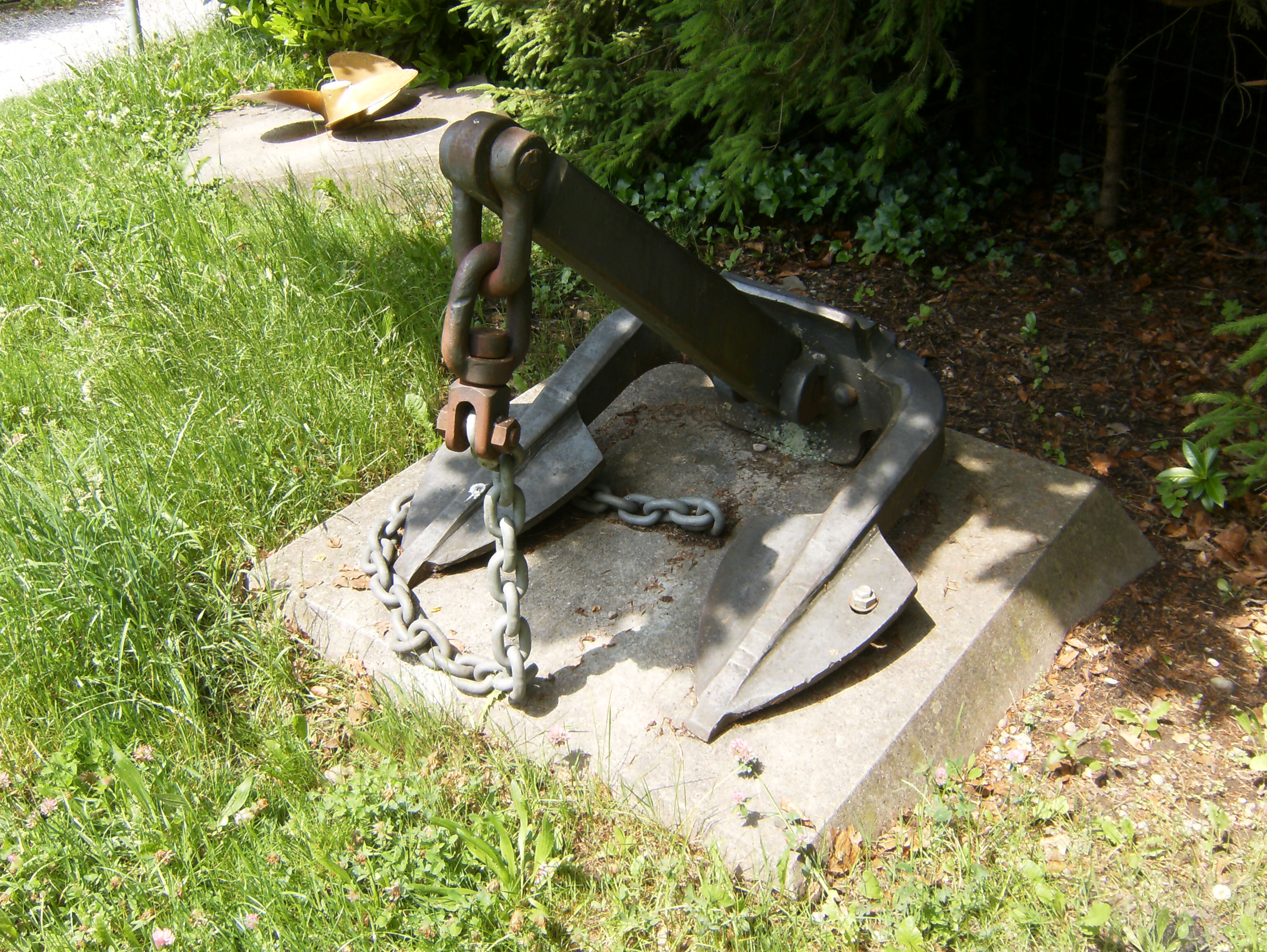
Клип-анкер

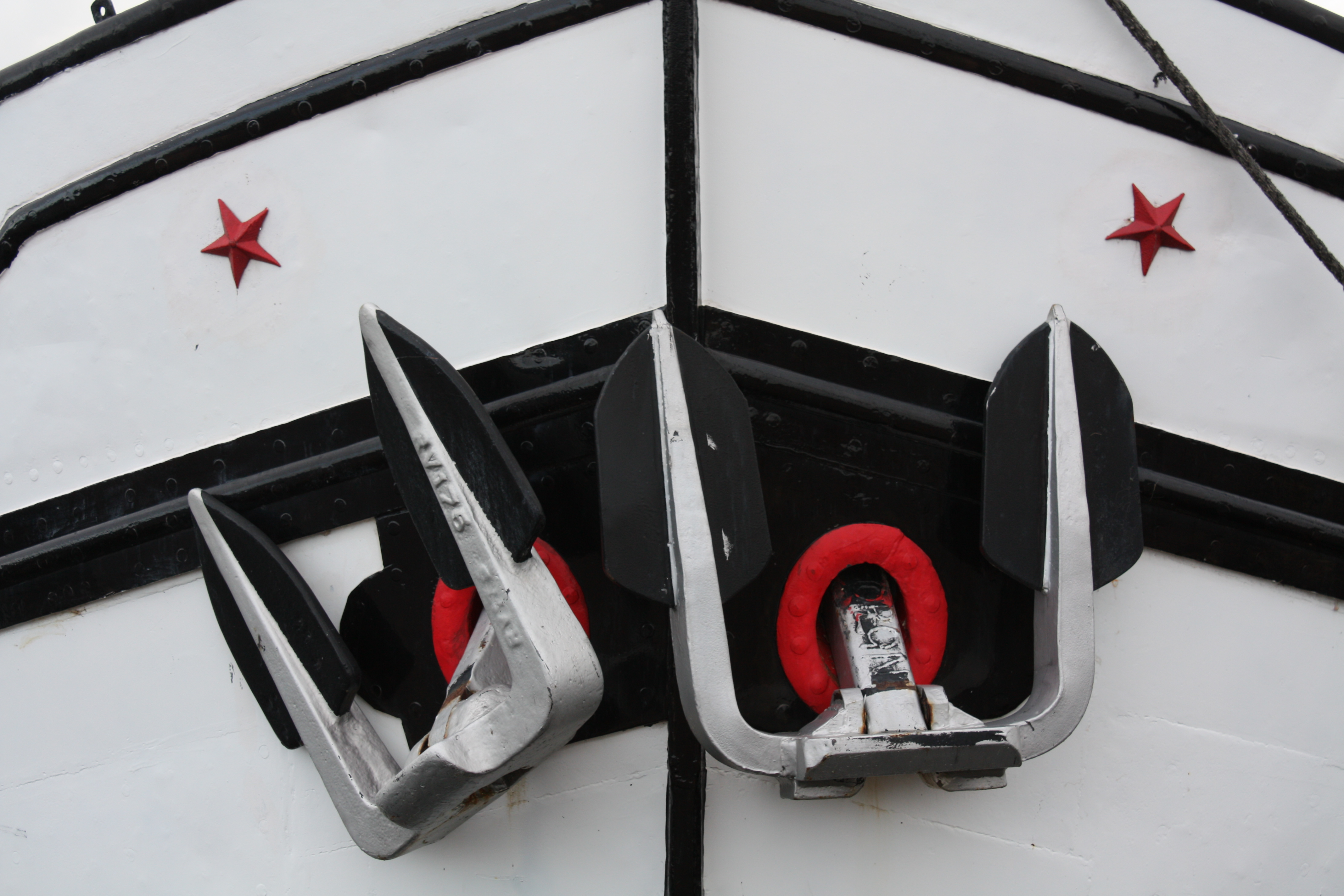
Клип-анкер в клюзе судна

Клип-а́нкер (англ. Griffin klip anchor) — один из типов современных втяжных якорей облегчённой конструкции для малых судов (буксиры, траулеры, прогулочные и лоцманские катера). Запатентован в 1908 году английским инженером Гриффином.

## Конструкция и применение
Становые якоря многих типов обладают приемлемой держащей силой только в крупных весовых категориях и предназначены для больших судов. Поэтому для малых судов применяются различные якоря облегчённой конструкции, одним из которых является клип-анкер. Клип-анкер сконструирован по принципу якоря Холла, но не имеет тяжёлой и массивной коробки в основании. Лапы  клип-анкера — сближены и удлинены, а также имеют довольно широкие захваты, что позволяет ему быстро «забирать» (углубляться в грунт).
В настоящее время на морских и речных малых судах используются не менее десятка модификаций клип-анкера в весовой категории от 50 до 500 килограмм.